# Antonín Rait
Antonín Rait (1. června 1891 Třebichovice – 7. května 1942 koncentrační tábor Mauthausen) byl bývalý příslušník československých legií na Rusi. Za Protektorátu Čechy a Morava se zapojil do protiněmeckého odboje. V roce 1941 byl v těsném kontaktu se členy paradesantního výsadku S1/R, pro které zajišťoval potravinové lístky a falešné osobní průkazy.

## Život
Antonín Rait se narodil 1. června 1891 v Třebichovicích. Absolvoval měšťanskou obchodní školu a před vypuknutím první světové války pracoval jako typograf. Byl členem místní sokolské organizace.

### První světová válka
V hodnosti svobodníka 8. zemského pěšího pluku rakousko-uherské armády na východní frontě padl v Lucku 30. srpna 1915 do nepřátelského zajetí. Do řad příslušníků československých legií na Rusi se přihlásil (neznámo kdy) ve stanici Žilevo – chemický závod – v Moskevské gubernii. Do 6. střeleckého pluku československých legií v Rusku byl zařazen od 15. září 1917 v hodnosti vojína. Svoji vojenskou karieru v legiích zakončil nezraněn v téže hodnosti a u téhož legionářského útvaru a navrátil se do nově ustaveného Československa.

### Meziválečné Československo

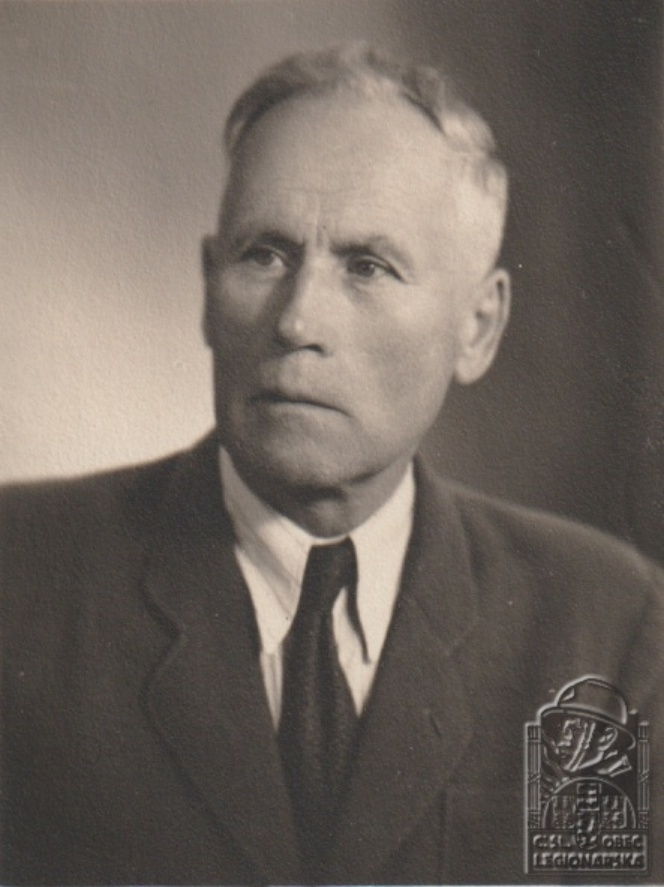
Jindřich Klusák (1892–1967)

Po návratu do Československa pracoval od roku 1918 až do roku 1938 ve funkci kancelářského správce zemského úřadu v Užhorodě na Podkarpatské Rusi. Tam se také seznámil s Ludvíkem Svobodou a jeho rodinou a stal se blízkým přítelem rodiny Svobodových. V roce 1931 se rodina Svobodova vrátila zpět na Moravu (do Hranic).
Antonín Rait pobýval se svojí manželkou Ludmilou Raitovou (* 2. března 1902 Studénka, okres Nový Jičín) – ženou v domácnosti – v Užhorodě až do jejich vynuceného odchodu z Podkarpatské Rusi v roce 1938. Po návratu na Moravu neměli Raitovi kde bydlet a nějaký čas žili (společně s rodinou dalšího legionáře Jindřicha Klusáka) v rodinném domě v Kroměříži, kde zůstala bydlet Irena Svobodová po ilegálním odchodu (5. června 1939) svého chotě Ludvíka Svobody do Polska. Později bydleli manželé Raitovi v Kroměříži v Divišově ulici 38 a Antonín pracoval jako obchodník.

### Protektorát
Po nastolení protektorátu (15. března 1939) a obsazení Čech, Moravy a Slezska německými vojsky se vlastenecky smýšlející Antonín záhy zapojil v rámci protiněmeckého odboje do pomoci rodin pronásledovaných gestapem (zásoboval je potravinami a pomáhal jim opatřovat falešné osobní průkazy). Obdobnou pomoc těmto lidem poskytovala i Irena Svobodová, která se navíc ještě podílela na organizování útěků bývalých důstojníků rozpuštěné československé armády do Polska.
Parašutistický výsadek S1/R – organizovaný Československou vojenskou misí v SSSR (ČsVM) – byl do protektorátu vysazen u Dřínova v noci z 9. na 10. září 1941, jeho čtyři členové se rozptýlili ale nakonec se jim podařilo sejít se v Kroměříži u Svobodů. Parašutisté se nějakou dobu ukrývali jak v Kroměříži u Svobodů, tak jim azyl poskytl i Irenin bratr mlynář Eduard Stratil mladší (1906–1942) v Uherském Brodě jakož i Irenin druhý bratr (rovněž mlynář) Jaroslav Stratil (1910–1942) v Nezamyslicích.

Irena Svobodová a její bratři
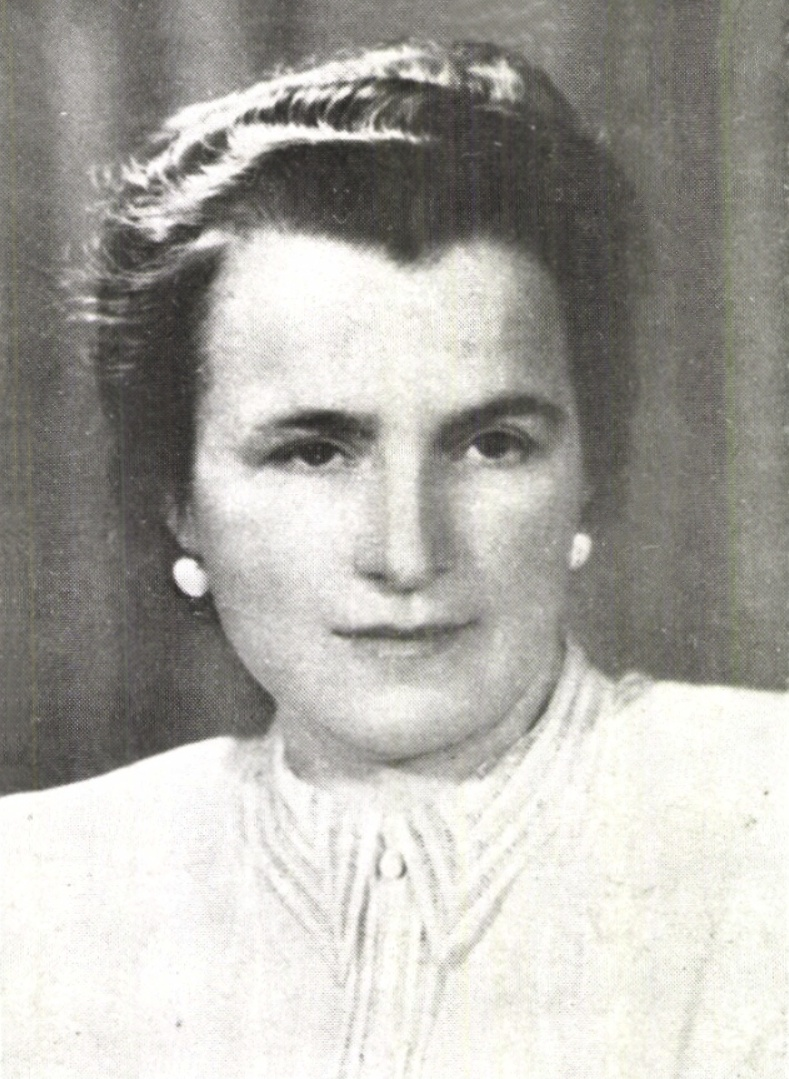
Irena Svobodová – manželka Ludvíka Svobody
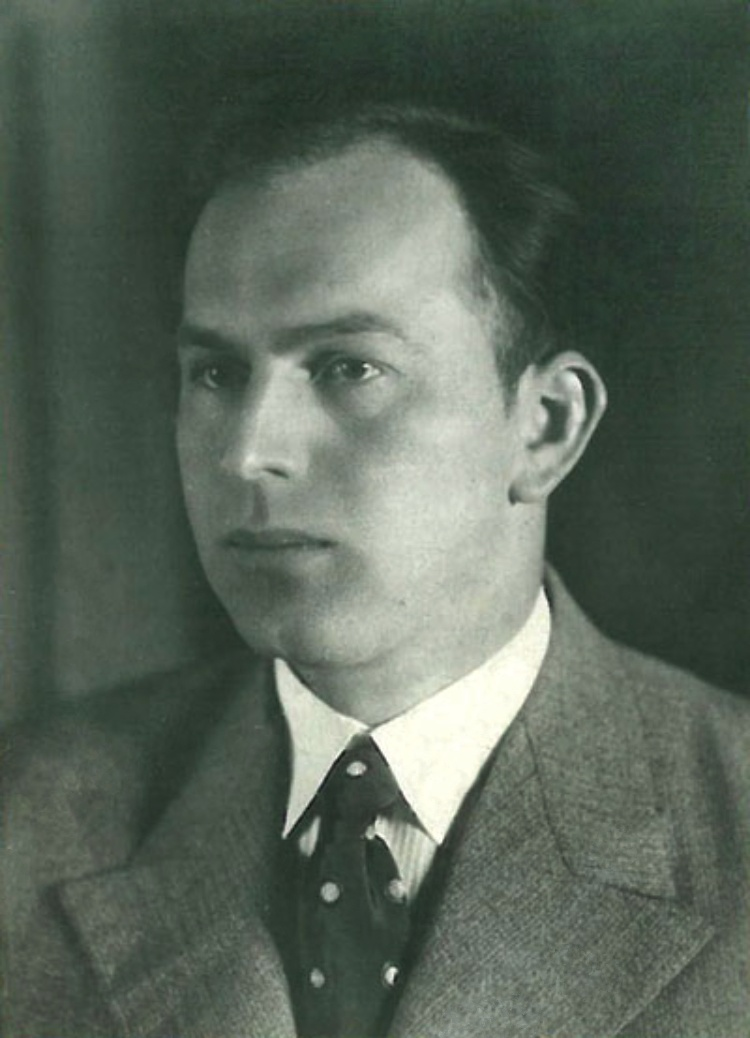
Eduard Stratil mladší (1906–1942) – mlynář v Předbranském mlýně v Uherském Brodě
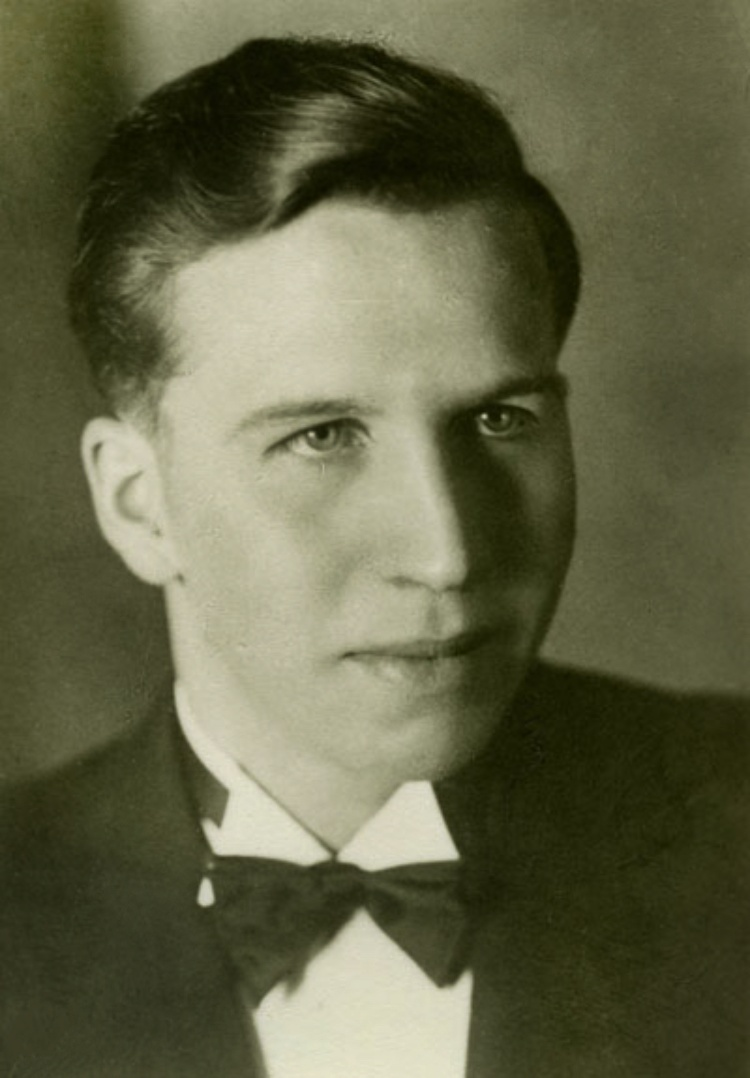
Jaroslav Stratil (1910–1942) – mlynář v Nezamyslicích

Antonín Rait se od samého počátku zapojil do účinné podpory členů výsadku S1/R především tím, že pro ně zajišťoval potravinové lístky a falešné průkazy totožnosti. Jeho žena Ludmila mu v jeho ilegální činnosti pomáhala a do podpory výsadku se zapojila i její sestra učitelka Marie Štěpánová.
Po dopadu na zem jeden z parašutistů – rotný František Brauner (falešné doklady na jméno František Vrzal) pověřený funkcí radiotelegrafisty – ukryl provizorně operační (výsadkový) radiotelegrafní komplet (vysílačka a radiový přijímač) pod hromadu listí v zámeckém parku v Dřínově. Tento fakt se Irena Svobodová dozvěděla cestou domácího odboje s nímž navázal (po 10. září 1941) František Brauner spojení. Spolu s manželkou Antonína Raita, paní Ludmilou Raitovou, se Irena Svobodová obrátila na místního řídícího učitele školy v Dřínově Stanislava Dedka s prosbou o „nenápadný“ průzkum místního zámeckého parku, protože v dřínovském zámku byla tou dobou ubytována německá ozbrojená jednotka SS. Pod záminkou sběru vzorků rostlin určených pro hodinu přírodopisu nalezl skutečně Stanislav Dedek v zámeckém parku ukrytou vysílačku. A byl to právě Antonín Rait, kdo spolu se Stanislavem Dedkem a s Irenou Svobodovou vysílačku vyzvedli (vlastní převoz stanice uskutečnili MUDr. Alois Dubovský z Kroměříže, četnický praporčík František Pavličík z Ratají, kde velel místní četnické stanici, a paní Irena Svobodová) a ukryli ji na relativně bezpečném místě. (Dne 16. září 1941 byl radiový komplet výsadku S1/R převezen z Dřínova do Kroměříže.) Vysílačka byla nejprve ukryta v altánu zahrady domu Svobodových v Kroměříži vede Květné zahrady. Odsud bylo navázáno první kontrolní radiové spojení s Moskvou. Zpočátku byla ilegální vysílačka převážena na kole (!) dvakrát týdně mezi Kroměříží a Ratajemi. Tuto riskantní činnost zajišťoval četnický praporčík František Pavličík (* 30. července 1898 Kroměříž – 7. května 1942 koncentrační tábor Mauthausen), rotný František Brauner a pro spolupráci s domácím odbojem získaný radiotelegrafista – rotmistr vládního vojska Ladislav Špidla (* 9. února 1910 Holice u Olomouce – 7. května 1942 koncentrační tábor Mauthausen). Později bylo ilegální radiové pojítko ukládáno u Emila Semeráda, který bydlel v Ratajích nedaleko četnické stanice. Dalším místem dočasného úkrytu (i místem pro pokusy o navázání spojení s Moskvou) byla četnická stanice v Ratajích, které velel František Pavličík. Německá zaměřovací radiová služba (Funkabwehr) vysílání z okolí Rataj detekovala a proto byla vysílačka odvezena autem MUDr. Miloslava Krajného zpět do Kroměříže, kde byla naposledy ukryta u Boženy Čočkové v Chobotě. Počátkem listopadu 1941 byla vysílačka dopravena Františkem Pavličíkem na vlakové nádraží a rotmistr Ladislav Špidla, který ji pomáhal zprovoznit, ji převezl do Brna, kde byla koncem roku 1941 (po prozrazení výsadku S1/R a brutálních výsleších jeho zatčených parašutistů a podporovatelů) odhalena německými bezpečnostními orgány.

Pomocníci v odboji
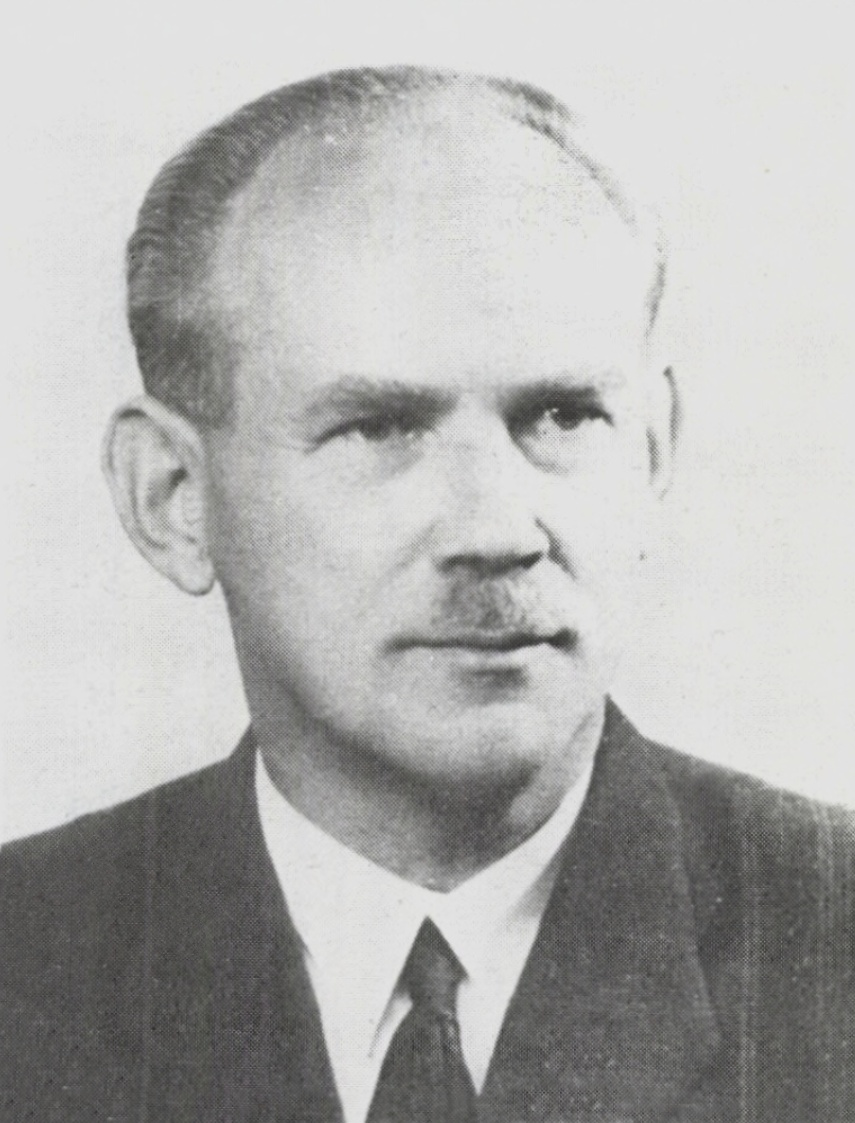
Řídící učitel ve Dřínově Stanislav Dedek
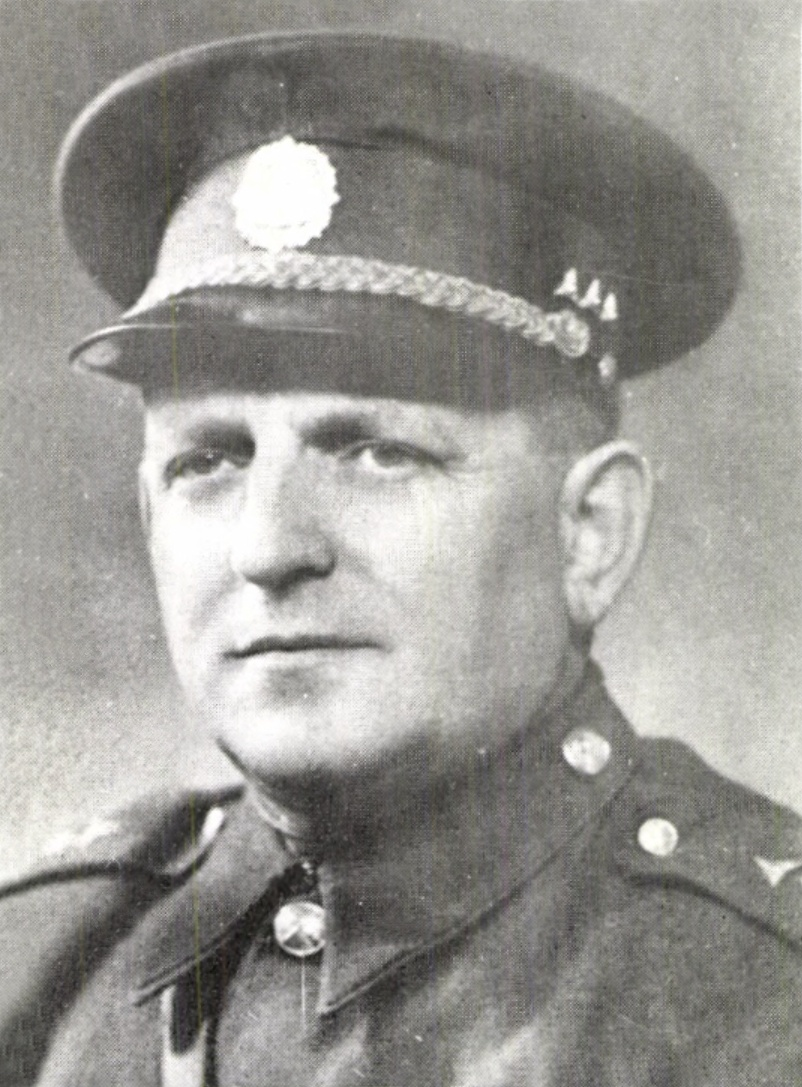
Četnický praporčík František Pavličík
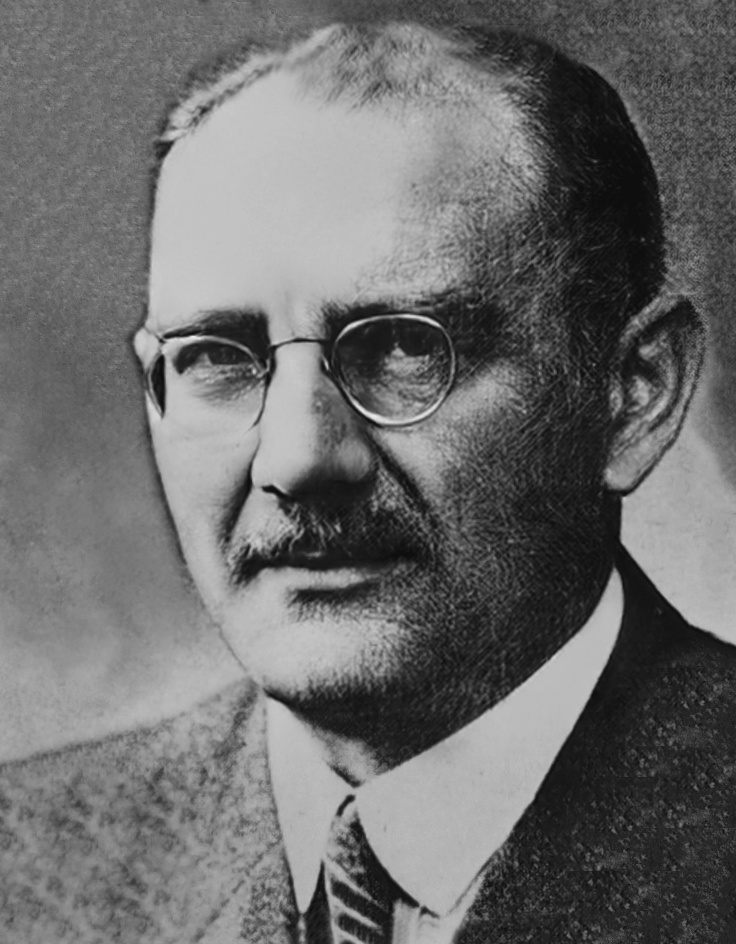
Český lékař, internista MUDr. Alois Dubovský
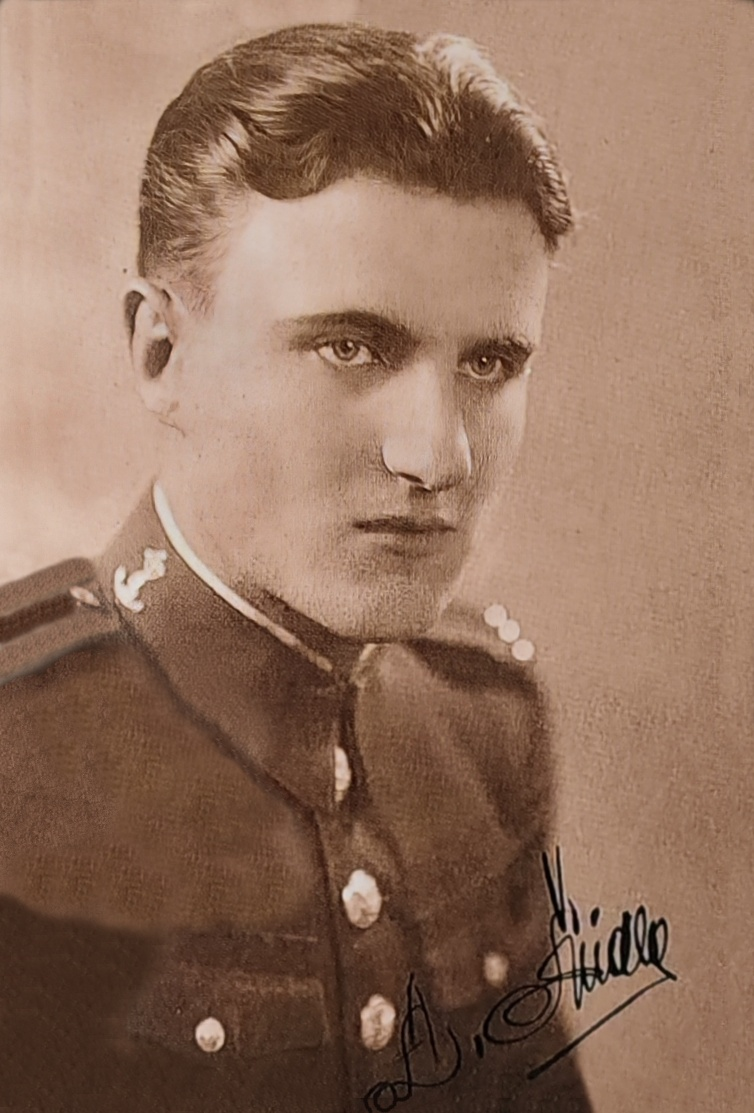
Rotmistr vládního vojska Ladislav Špidla (1910–1942)
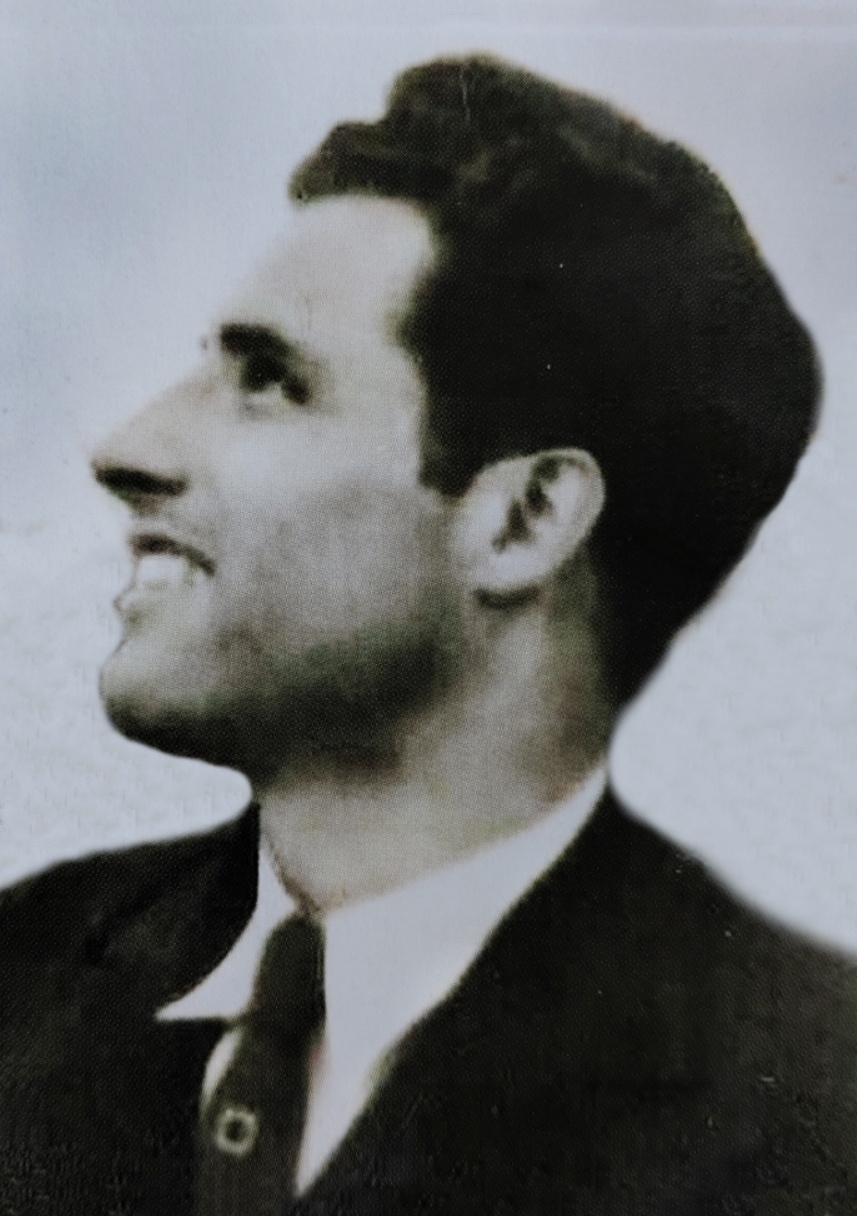
Bratr Ladislava Špidly, Arnošt Špidla (1911–1942)

Členy výsadku S1/R byli: Bohuslav Němec (velitel výsadku), František Ryš, František Brauner a Jan Kasík. Výsadek svoje cíle nesplnil a v důsledku zrady dvou parašutistů z výsadku Aroš – Ferdinanda Čihánka a Rudolfa Mišutky) byli členové S1/R německým protiparašutistickým referátem odhaleni a postupně pozatýkáni (většina z nich již v začátku listopadu 1941).

Tři ze čtyř parašutistů výsadku S1/R
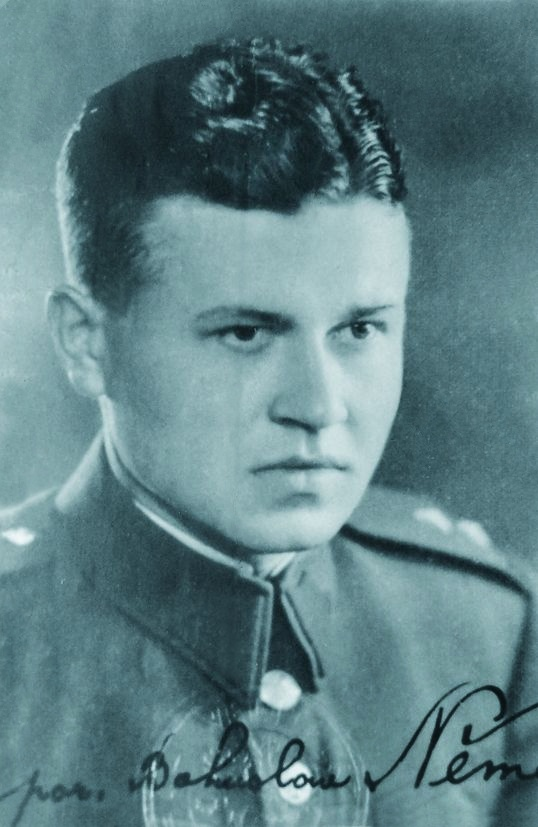
Bohuslav Němec
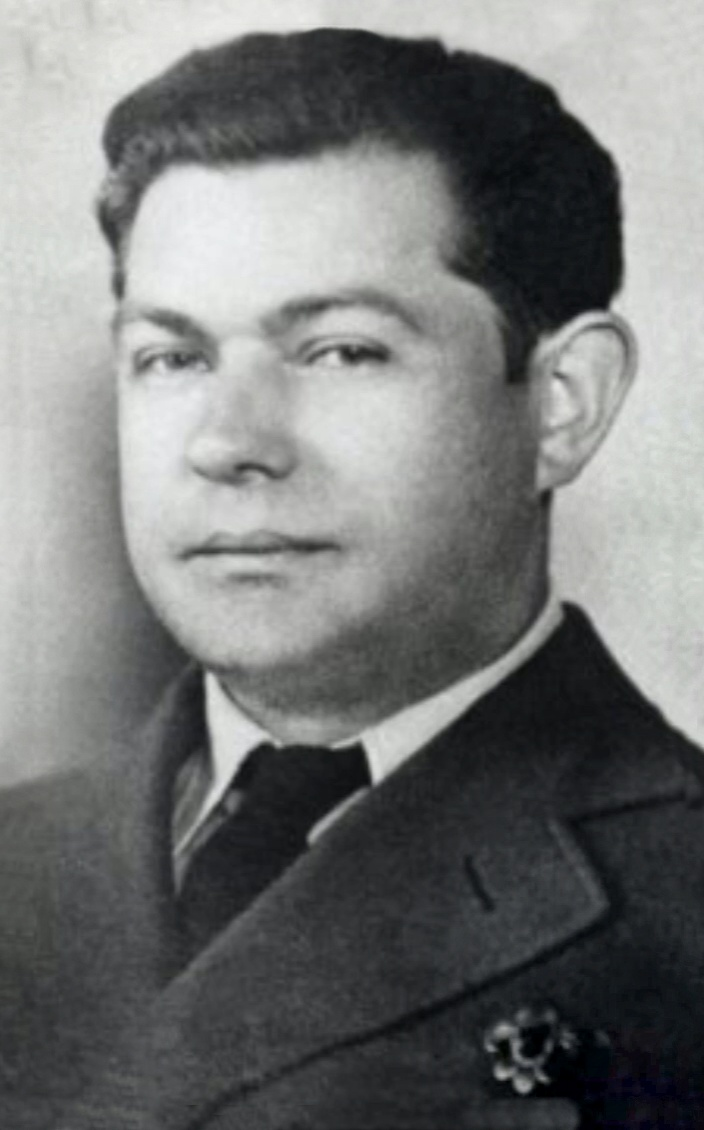
František Ryš
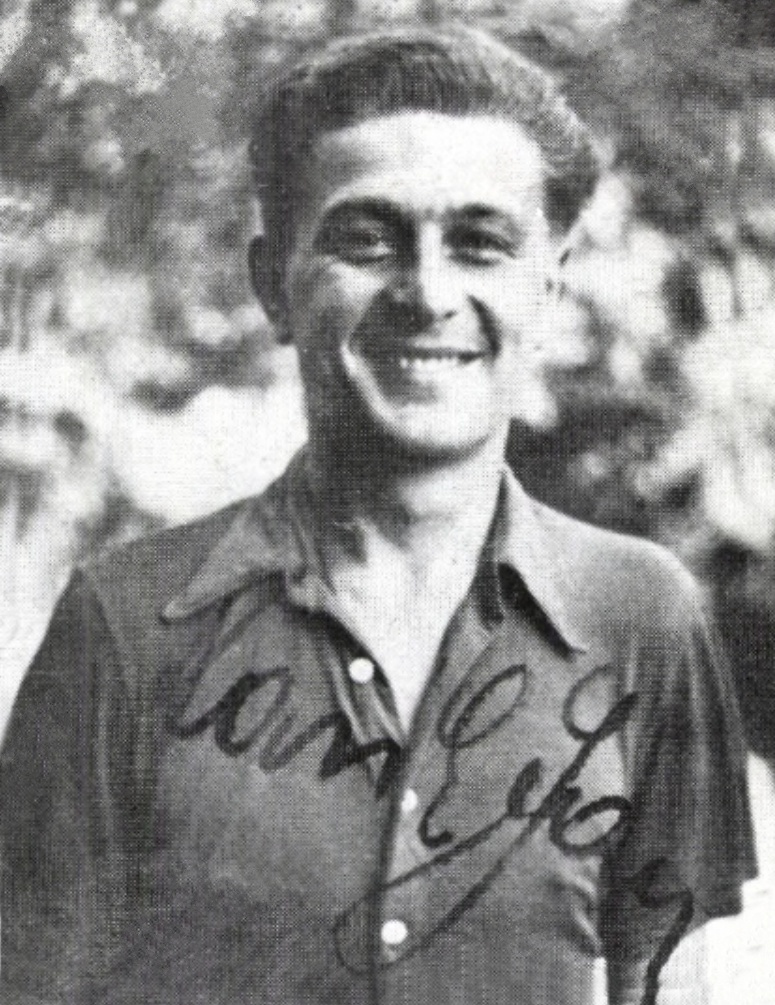
Jan Kasík

Prozrazeny, zatčeny a potrestány byly desítky osob, kteří se podíleli na pomoci parašutistům z výsadku S1/R. Na všech místech, kde se pohybovali členové výsadku S1/R probíhalo v listopadu 1941 rozsáhlé zatýkání jako výsledek intenzivního pátrání úředníků z Hlavní úřadovny státní policie v Brně spolupracujících s venkovními služebnami gestapa v Ostravě a Olomouci. V regionech Přerovska, Kojetínska, Kroměříšska, Ostravska a Brněnska bylo celkem zatčeno více než 160 osob, z nichž 91 bylo popraveno či umučeno v nacistických lágrech. (Mezi nimi i bratr rotmistra Ladislava Špidly – Arnošt Špidla).
V době, kdy se rozjíždělo zatýkání Antonín Rait doufal, že svým dobrovolným přiznáním na vyšetřovně gestapa zachrání svoji rodinu před perzekucí. Po svém zatčení byl vězněn v Brně. Německým stanným soudem v Brně byl 22. prosince 1941 odsouzen v nepřítomnosti (pro rušení veřejného pořádku a bezpečnosti, pro přípravu sabotážního jednání a pro přípravu zločinu zemězrady) k trestu smrti a zabavení veškerého majetku. Z brněnských Kounicových kolejí se mu podařilo odeslat moták, ve kterém varoval Irenu Svobodovou. Té a její dceři Zoe se podařilo uniknout zatčení gestapem. Nejprve se uchýlila do Hroznatína, pak se obě ženy dlouhá léta (od listopadu 1941 do května 1945) skrývaly na Českomoravské vrchovině a na různých místech Moravy (na jižní Moravě) – nejdéle (mezi léty 1943 až 1945) v obci Džbánice (nedaleko Moravského Krumlova). Obě ženy druhou světovou válku přežily.[zdroj?]
Dne 13. ledna 1942 byl Antonín deportován do koncentračního tábora Mauthausen, kde byl (spolu s dalšími 72 osobami) 7. května 1942 zastřelen. Tím se uzavřelo jeho věznění v nacistických káznicích a lágrech, které trvalo od 22. prosince 1941 do 7. května 1942.
Německé „spravedlnosti“ neunikla ani Raitova manželka Ludmila, která byla po zatčení gestapem vězněna rovněž v Brně. Byla také odsouzena německý stanným soudem v Brně dne 22. prosince 1941 pro rušení veřejného pořádku a bezpečnosti, pro přípravu sabotážního jednání a pro přípravu zločinu zemězrady k předání gestapu a zabavení veškerého majetku.

## Připomínky
- Jeho jméno (Rait Antonín) je uvedeno (v sekci 7. května 1942) na pamětní desce věnované Obětem 2. světové války, která je umístěna na zdi v koncentračním táboře Mauthausen.[18]
- Jeho jméno (ANTONÍN RAIT) je umístěno i na památném místě věnovaném obětem 2. světové války, které se nachází v pietní místnosti u spalovacích pecí (tam jsou umístěny pamětní desky a podobné památky na mauthausenské oběti).[19]